# Artamus maximus
Artamus maximus là một loài chim trong họ Artamidae.

## Hình ảnh

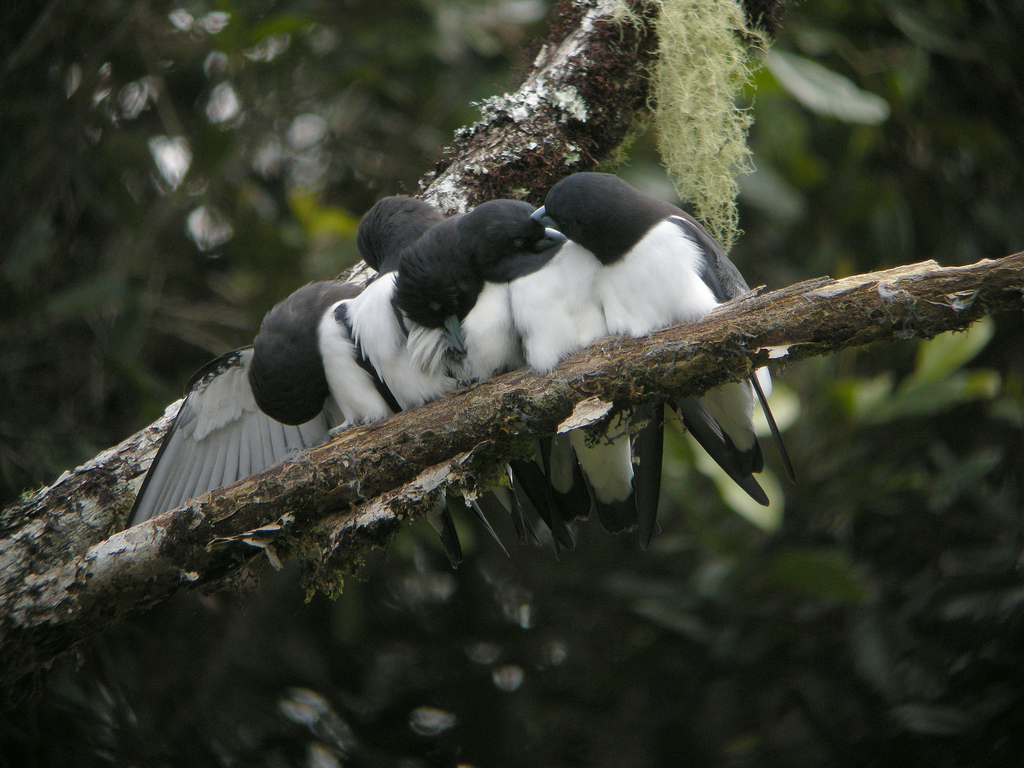
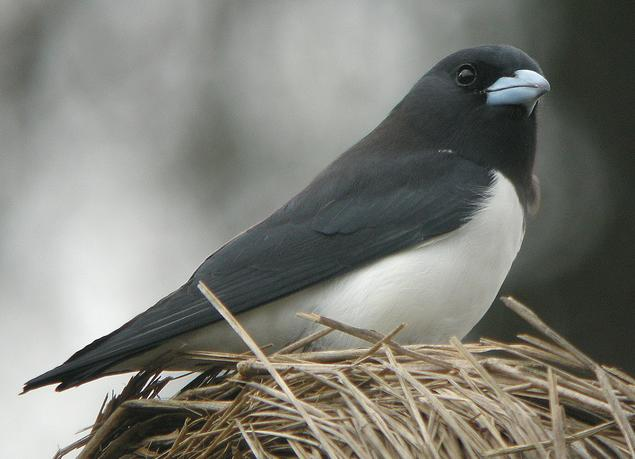